# Latvijsko narodno buđenje
Latvijsko narodno buđenje (odn. letonsko narodno buđenje) (latv. latviešu [ili latvju] tautas atmoda) pojam je koji označuje tri različita ideološki povezana nacionalna pokreta u Latviji.

## Prvo narodno buđenje
Prvo narodno buđenje odnosi se na razdoblje između 1856. i kraja 1880-ih godina, kad su nacionalni pokret vodili tzv. „mladolatvijci“ (lat. aunlatvieši) Već su i oni sami rabili izraz „buđenje“, no njegovu je uporabu kasnije utvrdio Ernest Blanks, nacionalni ideolog „drugog buđenja.“ Pokret mladolatvijaca prvotno je bio pokret kulturnoga i književnoga preporoda, no imao je i utjecaja na političkom polju u Latviji koja je tada pripadala Ruskom Carstvu. 1856. godine objavljena je knjiga Jurisa Alunānsa „Male pjesme prevedene na latvijski jezik“ (Dziesmiņas latviešu valodai pārtulkotas), a počele su s izlaženjem i novine Mājas Viesis (Kužni gost) koje su bile protuteža pro-njemačkim novinama Latviešu Avīzes. Drugi značajan događaj bila je izjava o latvijskoj nacionalnosti koju je dao vođa pokreta Krišjānis Valdemārs. Dotad se nijedna obrazovana osoba na području Latvije nije nazivala Latvijcem, jer je obrazovanje obično značilo i germanizaciju.
Veliki broj mladolatvijaca, opirući se germanizaciji i doživljavajući otvoreno neprijateljstvo njemačkoga baltičkoga plemstva i višeg građanstva, sve se više okretao pro-ruskim stavovima. Latvijci koji su podržavali pro-njemačke stavove obično su nazivani „starolatvijci.“
1860-ih, nakon djelovanja u Tartuu u Estoniji, potom u Sankt-Peterburgu i Moskvi, vođe pokreta konačno dolaze na područje Latvije, a 1868. utemeljuju Latvijsko društvo u Rigi, koje je organiziralo održavanje prve kazališne predstave na latvijskom jeziku, prve Konferencije latvijskih učitelja i prvi Latvijski festival pjesama (1873.).
Pokret će biti ugušen u snažnoj rusifikaciji u doba Aleksandra III.

## Drugo narodno buđenje
Drugim narodnim buđenjem obično se naziva pokret koji je doveo do proglašenja neovisne Latvije 1918. godine. Za neovisnost se od 1890-ih zauzimala stranka Latvijska socijal-demokratska unija.

## Treće narodno buđenje
Trećim narodnim buđenjem naziva se pokret koji je doveo do obnove latvijske samostalnosti od Sovjetskog Saveza u tzv. „Pjevajućoj revoluciji“ 1987. – 1991.